# Congregação das Irmãs Missionárias Franciscanas de Santo Antônio de Pádua
Predefinição:Info/Organização religiosa
Congregação das Irmãs Missionárias Franciscanas de Santo Antônio de Pádua é uma congregação religiosa católica de direito diocesano fundada em 1913, nos Países Baixos, pelo padre Geraldo Guilherme van Schijndel, com sede na cidade de Palmeira dos Índios desde 2022. De inspiração franciscana, é marcada por um carisma profundamente missionário, com atuação em diversas partes do mundo, incluindo Congo, Noruega, Indonésia, Aruba e Brasil.

## História
A congregação foi fundada em 17 de fevereiro de 1913 na vila de Boerdonk, na província de Brabante do Norte, nos Países Baixos. Seu fundador, o padre diocesano Geraldo van Schijndel (1850–1923), escolheu Santo Antônio de Pádua como padroeiro e modelo espiritual da obra. A congregação surgiu com um forte espírito de missão, buscando enviar irmãs para regiões carentes e promover o anúncio do Evangelho por meio da educação, da saúde e do cuidado aos pobres.

## Carisma e espiritualidade
As irmãs seguem o ideal de vida de São Francisco de Assis e Santa Clara, cultivando a pobreza evangélica, a simplicidade, o despojamento e a escuta contemplativa como formas de vivência da fé. O carisma da congregação é missionário, com destaque para o serviço junto aos pobres e marginalizados, especialmente em contextos de vulnerabilidade social.

## Presença no Brasil
A congregação chegou ao Brasil na década de 1960, inicialmente na Paraíba, e expandiu sua atuação para Alagoas e Pernambuco. Em 1980, passou a receber vocações brasileiras, com o início da formação de irmãs naturais do país. Um dos polos mais importantes da missão está na cidade de Palmeira dos Índios, onde a congregação desenvolve trabalhos pastorais, educativos e sociais.

### Irmã Ana Manders
Um dos nomes mais conhecidos da congregação no Brasil é o de Irmã Ana Manders (1926–1995), missionária holandesa assassinada em Palmeira dos Índios, vítima de latrocínio. Conhecida como "Irmã Ana dos Pobres", sua trajetória ficou marcada pela dedicação às populações periféricas. Seu assassinato gerou grande comoção entre fiéis e religiosos, sendo considerada por muitos uma mártir da fé cristã.

## Atividades
A congregação promove atividades religiosas, sociais e educativas. Realiza assembleias e retiros anuais, encontros vocacionais e formação permanente de suas integrantes. Também colabora com grupos da Juventude Franciscana (JUFRA) e movimentos de base, especialmente nas periferias urbanas e zonas rurais do Nordeste brasileiro.

## Patrimônio
A antiga sede da congregação em Palmeira dos Índios abriga um espaço de memória e espiritualidade, onde se encontram objetos históricos, documentos e itens ligados à vida missionária das irmãs no Brasil.